# Jacopo da Bologna
Pour les articles homonymes, voir Bologna (homonymie).
Jacopo da Bologna (fl. 1340–1360) est un compositeur italien.

## Production
Jacopo da Bologna est un compositeur italien du XIVe siècle qui s'insère dans le courant musical connu sous le nom d'Ars nova italienne, style musical du Trecento (XIVe siècle).
Virtuose de la harpe et maître de Francesco Landini, il a travaillé à la cour des Vicomtes de Milan jusqu'en 1349, puis à la cour des Scaligeri de Vérone de 1349 à 1351,.
Il est un des premiers représentants de l'Ars nova, étant contemporain de Gherardello da Firenze et de Giovanni da Cascia. Il est surtout connu pour ses  madrigaux et a aussi composé des caccia, ainsi que des mélanges de caccia et de madrigal.
Son adaptation du poème Non al suo amante, composé aux alentours de 1350, est la seule adaptation contemporaine d'un poème de Pétrarque.
Le style de Jacopo est reconnaissable par ses mélodies douces et linéaires ; les voix ont un phrasé détaché et ne se croisent pas, l'écriture est non canonique. Certains passages qui relient les lignes textuelles dans plusieurs de ses madrigaux ne contiennent aucunes paroles. Son madrigal le plus célèbre est Fenice fù, écrit vers 1360.
Il est bien représenté dans le Codex Squarcialupi, grand recueil d'oeuvres musicales du XIVe siècle longtemps possédé par la famille Médicis ; 28 de ses compositions se trouvent en effet dans ledit recueil qui représente la source principale de documentation relative aux compositeurs de l'Ars nova italienne. On y trouve, entre autres, des œuvres de Francesco Landini. 
Outre ses compositions musicales, Jacopo da Bologna a écrit un court traité de théorie de la musique, L'arte del discanto misurato (« L'art du déchant mesuré »), conservé à la Bibliothèque Laurentienne de Florence.